# Rachel DiPillo
Rachel Katherine DiPillo (Flint (Michigan), 26 januari 1991) is een Amerikaanse actrice. 

## Biografie
DiPillo werd geboren in Flint (Michigan) en groeide op in Nashville (Tennessee). 
DiPillo begon in 2010 met acteren in de film Elle: A Modern Cinderella Tale, waarna zij nog meerdere rollen speelde in films en televisieseries. Zij is vooral bekend van haar rol als dr. Sarah Reese in de televisieserie Chicago Med waar zij in 62 afleveringen speelde (2015-2018). 

## Filmografie

### Films
- 2021 Hello, My Name Is Frank - als Laura
- 2016 Recovery - als Kim
- 2016 Summer of 8 - als Emily
- 2016 Untitled Castleberry/Davis Project - als Mariah Windsor
- 2015 Cuckoo - als Rachel
- 2014 Hello, My Name Is Frank - als Laura
- 2013 Untitled Bounty Hunter Project - als Josie Scutaro
- 2012 Werewolf: The Beast Among Us - als Eva
- 2010 Elle: A Modern Cinderella Tale - als feestganger

### Televisieseries
Uitgezonderd eenmalige gastrollen.
- 2015-2018 Chicago Med - als dr. Sarah Reese - 62 afl.
- 2015-2017 Chicago Fire - als dr. Sarah Reese - 2 afl.
- 2016-2017 Chicago P.D. - als dr. Sarah Reese - 2 afl.
- 2015 Jane the Virgin - als Andie - 4 afl.
- 2014 Mad Men - als Sherry - 2 afl.
- 2012 Revenge - als Jaime Cardaci - 2 afl.
- 2012 The Ropes - als Jenny - 2 afl.
- 2011 Wendy - als Fawn - 5 afl.
- 2010 The Gates - als Lexie Wade - 7 afl.
- 2009-2010 Big Time Rush - als leuk meisje - 7 afl.

- Library of Congress Control Number: no2017065262
- Virtual International Authority File: 2670149619367904010000
- WorldCat: E39PBJjdh7GcT338vhbvxDRtKd